# Mount Rhondda
Mount Rhondda är ett berg i Kanada.   Det ligger på gränsen mellan Alberta och British Columbia, i den västra delen av landet, 3 000 km väster om huvudstaden Ottawa. Toppen på Mount Rhondda är 3 062 meter över havet, eller 219 meter över den omgivande terrängen. Bredden vid basen är 3,2 km.
Terrängen runt Mount Rhondda är bergig åt nordväst, men åt sydost är den kuperad.Trakten runt Mount Rhondda är nära nog obefolkad, med mindre än två invånare per kvadratkilometer.. Det finns inga samhällen i närheten. 
Trakten runt Mount Rhondda är permanent täckt av is och snö.